# Plectris zischkaella
Plectris zischkaella är en skalbaggsart som beskrevs av Frey 1967. Plectris zischkaella ingår i släktet Plectris och familjen Melolonthidae. Inga underarter finns listade i Catalogue of Life.